# Povijest hrvatskih pravopisa
Povijest hrvatskih pravopisa proteže se od 1639. godine do danas.

## Predstandardizacijsko doba hrvatskoga jezika
U predstandardizacijsko doba hrvatskoga jezika objavljeno je više pravopisnih djela. Prvo je ono Rajmunda Džamanjića Nauk sa piisati dobro latinskiema slovima rieci yesika slovinskoga koyiemse Dvbrovcani, i sva Dalmatia kakko vlasctititem svoyiem yesikom sluscij, otisnuto u Veneciji 1639. godine. Potom slijede tri pravopisna priručnika kojima autori nisu poznati: Kratki navuk za pravopiszanye horvatzko za potrebnozt narodnih skol (Budim, 1779.), Uputjenje k'slavonskomu pravopisanju za potrebu narodnieh ucsionicah u Kraljestvu Slavonie, tiskano u Budimu 1779. (autorstvo se pripisuje Antunu Mandiću), te Napuchenye vu horvatzko pravopiszanye, z pravo-chtenyem, y glaszo-merenyem, za potrebnozt narodnih skol Vugerszkoga, i Horvatzkoga Orszaga (Budim, 1780.).
Gajeva Kratka osnova horvatsko-slavenskoga pravopisaňa iz 1830. godine nije pravopis u današnjem smislu te riječi, nego je više usklađivanje i moderniziranje hrvatske grafije, koju je Gaj dorađivao i u članku Pravopisz, objavljenom u Danici 1835. godine. Pravopis jezika ilirskoga Josipa Partaša prvi je ilirski pravopis tiskan 1850. i predstavlja odmak od dotadašnjih razmjerno stabilnih i usustavljenih hrvatskih pravopisnih praksa. Naspram tradicijama fonološko‑morfonološkog pravopisnog tipa, izraženih u slavonskim i kajkavskim pravopisima (Kratki navuk i Uputjenje), Partaš svojom pravopisnom knjižicom regulira tip izrazitije morfonološkog pravopisa.
Upravo izlaskom Partaševa Pravopisa jezika ilirskoga u drugoj polovici 19. stoljeća nastaje razdoblje djelovanja i međusobna sučeljavanja različitih filoloških škola. Svaka od njih – i na ilirskim idejama iznikla zagrebačka (predvodi je Adolfo Veber Tkalčević), i riječka (predvodi je Fran Kurelac), i zadarska (predvodi je Ante Kuzmanić), a prema kraju stoljeća i hrvatski vukovci (predvodi ih Tomo Maretić) – zalagala se za svoj književnojezični i pravopisni program. 
Godine 1877. na vladinu je inicijativu zasjedao poseban pravopisni odbor na kojem se raspravljalo o potrebi uspostavljanja jedinstvenoga školskog pravopisa, a prevagu je – iako tijesnu – izborila ideja o "umjerenom etimološkom pravopisu". No, na dogovorenim načelima nije nastao pravopisni priručnik, a najodgovorniji za opstrukciju bio je sveučilišni profesor i filolog Armin Pavić. 
Dubrovački gimnazijski profesor Marćel (Marcel) Kušar objavio je u Dubrovniku 1889. godine u vlastitoj nakladi pravopisnu raspravu Nauka o pravopisu jezika hrvackoga ili srpskoga (fonetičkom i etimologijskom). Kušarova studija nije pravopis, on ne kodificira pravopisnu normu, nego u svojoj studiji nudi načela na temelju kojih bi se mogla kodificirati oba pravopisna tipa, i "fonetički" (za koji, vidljivo je to i po pridjevu hrvacki u naslovu, gaji neskrivene simpatije) i "etimologijski". Kušarova studija uvelike će utjecati na Brozov, tri godine kasnije objavljeni, Hrvatski pravopis.

## Pravopis Ivana Broza (i Dragutina Boranića)
Godine 1889., dvanaest godina nakon zasjedanja prvoga odbora, u bitno drukčijim političkim okolnostima (godine 1883. za bana je postavljen Károly Khuen-Héderváry), kako svjedoči Ivan Broz, novi je pravopisni odbor zaključio da je od prijeke potrebe za škole jedan pravopis, a taj treba da je osnovan na načelima fonetičkoga pisanja. Visoka kr. vlada, odio za bogoštovlje i nastavu prihvati to mišljenje za svoje i naloži meni, da izradim potanko ono, što je odbor općenito odredio ... da bi se što prije postiglo jedinstvo pravopisa u svjema školama.
Nastupanjem bana Khuen-Héderváryja (1883.) stvoreno je dakle povoljno ozračje za pobjedu hrvatskih vukovaca, a to se poklapa s trećim društveno-političkim preokretom koji je uvjetovao pravopisne promjene, od njih 11, koje uočava Stjepko Težak u postgajevskom razvoju. Ivan Broz je vukovac, ali umjereniji i racionalniji od dvije godine mlađega Tome Maretića. On na osnovama Gajeve i Vukove reforme te Kušarove Nauke o pravopisu jezika hrvackoga ili srpskoga izdaje 1892. godine Hrvatski pravopis, kojim se pravopis hrvatskoga jezika vraća fonološkoj praksi nakon kraćeg Gajeva izleta s morfonološkim pravopisom. Pogrešno je hrvatski pravopis smatrati jednoznačno fonološkim, shvatio je to još Ivan Broz. U njegovu se pravopisu, naime, morfonološko načelo redovito provodi na granicama riječi, d ne prelazi u t ispred s i š, ali i ispred c, č i ć u riječima nadcestar i nadčovječni. Premda se banu Khuen-Héderváryju spočitava upletanje u hrvatska pravopisna pitanja i presuđivanje u korist fonološkoga, a ne etimološkoga pravopisa, Tomo Maretić svjedoči da je ban zazirao od hrvatskih pravopisnih rasprava, pa čak ni samu naredbu kraljevske hrvatsko-slavonsko-dalmatinske vlade, odjela za bogoštovje i nastavu od 20. listopada 1892., br. 13.863, o oslužbenjenju Brozova pravopisa nije potpisao (samo dva dana nakon što je Broz 18. listopada potpisao uvodnu riječ, a to znači možda i prije nego što je Hrvatski pravopis bio tiskan), nego je to u njegovo ime učinio Iso Kršnjavi, kojega Tomo Maretić, uz Armina Pavića, drži najodgovornijim za arbitriranje u pravopisnim pitanjima. Broz izdaje godinu kasnije (1893.) drugo izdanje svoga pravopisa te umire iste godine u 42. godini života. 
Uz manja dotjeravanja Hrvatski pravopis Ivana Broza (postumno) priređuje Dragutin Boranić te pravopis kao takav doživljava još četiri izdanja: 1904., 1906., 1911. i 1915. godine. Jovan Skerlić 23. prosinca 1913. objavljuje "Anketu o južnom ili istočnom narečju u srpsko-hrvatskoj književnosti", nastavak Bečkoga književnog dogovora. Zbiva se dobrovoljna ekavizacija, nakon Prvoga svjetskoga rata Hrvati ulaze sa Srbima i Slovencima u novu državu i dolazi osim nastavka ekavizacije i ne toliko dobrovoljna ćirilizacija Hrvatske (arvatica ili hrvatska ćirilica također je hrvatsko pismo, ali je latinica jedino pismo u praktičnoj uporabi u Hrvatskoj). Broz-Boranićev pravopis tako je postao samo Boranićev i dobiva novo ime Pravopis hrvatskoga ili srpskoga jezika te doživljava 11 izdanja od 1921. do 1951. godine.

## Prisilno spajanje jezika zajedničkim pravopisom, pokušaj prvi
Sljedeći preokret je Šestosiječanjska diktatura Aleksandra Karađorđevića 1929. godine. Tri godine ranije (1926.) ministar prosvjete Miloš Trifunović imenovao je Komisiju za izjednačavanje pravopisa i terminologije, u kojoj su bili Srbi Aleksandar Belić i Ljubomir Stojanović, Rus Stjepan Kuljbakin, Slovenac Fran Ramovš i hrvatski vukovci Tomo Maretić, Milan Rešetar (koga je potkraj ožujka 1929. zamijenio Stjepan Ivšić, nakon što se Rešetar preselio u Italiju) i Dragutin Boranić. Komisija je radila po Belićevoj osnovi (njegovom pravopisu iz 1923. godine). U kolovozu 1929. godine Ministarstvo prosvjete Kraljevine SHS objavljuje Pravopisno uputstvo za sve osnovne, srednje i stručne škole u Kraljevini S. H. S. čiji je cilj uklanjanje razlika između Boranićeva pravopisa i Belićeva Pravopisa srpskohrvatskoga jezika objavljenoga u Beogradu 1923. godine, tako da se kao zajednička rješenja prihvati terminologija i pravila iz Belićeva srpskog pravopisa. Ministar prosvjete koji potpisuje rješenje od 15. lipnja 1929. je Božidar Ž. Maksimović, poznatiji kao Boža Kundak. Uputstvo je iste godine u Hrvatskoj tiskano u obliku brošure čak tri puta, dva puta u Zagrebu i jednom u Dubrovniku. Uvodi se fonetsko pisanje osobnih i zemljopisnih imena (Gete, Fridrih Šiler), sastavljeno, odnosno kontrahirano pisanje futura I. glagola na -ti (pisaću, radiću umjesto pravilnog pisat ću i radit ću), uvodi se veći broj srbizama, ravnopravnost latinice i ćirilice što se na terenu provodi kao intenzivna ćirilizacija te ravnopravnost ekavice i (i)jekavice.
Boranić usklađuje svoj pravopis s Uputstvom i potom 1930., 1934. i 1937. godine izlaze peto, šesto i sedmo izdanje, zadnja dva pod naslovom Pravopis hrvatskosrpskoga jezika.
Kako se u Kraljevini SHS/Jugoslaviji dio knjiga u nakladi HSS-a tiskao pisan morfonološkim pravopisom, nakon kraćega razdoblja izvjesnog ujednačavanja pravopisa (u predstandardizacijsko doba postojale su četiri grafije (ili pet): slavonska, kajkavska, dubrovačka i čakavska) na dva, većinski Broz-Boranićev i manjinski morfonološki, sad opet imamo tri pravopisa, dva fonološka i jedan morfonološki.

## Otpor prisili, vraćanje Hrvatskog pravopisa s Banovinom Hrvatskom
Svaka prisila rađa otpor, tako je 16. svibnja 1936. u Zagrebu skupina hrvatskih jezikoslovaca i drugih uglednih Hrvata osnovala društvo "Hrvatski jezik", u čiji su odbor izabrani Tomo Matić (predsjednik), Stjepan Ivšić (potpredsjednik) i odbornici Franjo Fancev, Blaž Jurišić, Velimir Radonić, Marijan Stojković, Mate Ujević i Milan Strašek. Kraljevska banska uprava odobrava pravila Društva u veljači 1937., te Društvo u lipnju 1937. održava svoju prvu službenu skupštinu. Rezultat rada Društva je časopis "Hrvatski jezik" čijih je objavljeno 10 brojeva (pet svezaka, brojevi 1, 2-3, 4-5, 6-7 i 8-10). Unatoč neredovitom izlaženju i samo jednom godištu u časopisu je objavljen niz vrijednih članaka o jezikoslovnoj kroatistici.
Osnivanjem Banovine Hrvatske vraća se prijašnji Boranićev pravopis, tj. četvrto izdanje iz 1928., te se ponovno izdaje 1940. godine. Godine 1941. nakladnikom mu je Nakladni zavod Banovine Hrvatske (8. izd.).

## Morfonološki pravopis za NDH
NDH je jezična pitanja regulirala zakonima, vratila je morfonološki pravopis i 1942. godine objavljen je pregled pravopisnih pravila "Koriensko pisanje" A. B. Klaića te 1944. godine potpun Hrvatski pravopis autora F. Cipre i A. B. Klaića. Kraj Drugoga svjetskoga rata donosi nove promjene, vraća se Boranićev pravopis koji dobiva zadnja dva izdanja (1947. i 1951. godine).

## Prisilno spajanje jezika zajedničkim pravopisom, pokušaj drugi
Iako su svi dosadašnji pokušaji nasilnog spajanja ili ujednačavanja hrvatskoga i srpskoga jezika neslavno propali, šest godina nakon Novosadskog dogovora godine 1960. izlazi u Zagrebu "Pravopis hrvatskosrpskoga književnog jezika s pravopisnim rječnikom" ijekavicom na latinici, a u Beogradu ekavicom na ćirilici "Pravopis srpskohrvatskog književnog jezika s pravopisnim rečnikom", oba u izdanju Matice hrvatske i Matice srpske. Novosadski dogovor pretvorio se u sredstvo za opravdavanje jezične neravnopravnosti i za nametanje srpskog književnog jezika ekavskog tipa. Toj izjavi prethodi Deklaracija o nazivu i položaju hrvatskog književnog jezika, te je Matica hrvatska potaknula izradu novog pravopisa koji su izradili Stjepan Babić, Božidar Finka i Milan Moguš. Njihov je pravopis u listopadu 1971. dobio pozitivne ocjene recenzenata Jonkea i Katičića te je mjesec dana kasnije (u studenome 1971.) dobio preporuku oba ocjenitelja za objavu, no umjesto objave već tiskani arci završili su tvornici papira kao stari papir, uvezano je 600 primjeraka s naznakom "samo za internu upotrebu" pa je objavljen 1972. i 1984. u Londonu i stoga je dobio ime Londonac. Kako je pravopis iz 1960. odbačen, nastali pravopisni vakuum po direktivama iz SKH (iz Republičkog komiteta za prosvjetu, kulturu fizičku i tehničku kulturu, Komisije CK SKH za idejni i teorijski rad i novoosnovane Komisije za jezična pitanja) trebali su otkloniti »marksistički orijentirani lingvisti« Vladimir Anić i Josip Silić. Njihovo djelo pod nazivom "Pravopisni priručnik hrvatskoga ili srpskoga jezika" objavljeno je 1986. godine i u Hrvatskoj je uglavnom dobro primljen, iako se radi o nekoj vrsti hibrida između Novosadskoga pravopisa i Hrvatskoga pravopisa (Broz/Boranić/Londonac).

## Hrvatski pravopisi u Republici Hrvatskoj
U Republici Hrvatskoj 1990. izlazi pretisak Londonca iz 1971. Stjepana Babića, Božidara Finke i Milana Moguša. Pretisak je bio sjajno primljen te je ubrzo rasprodano svih 100.000 primjeraka. Drugo izdanje Hrvatskoga pravopisa istih autora izlazi 1994. godine, a tadašnja ministrica kulture i prosvjete Vesna Girardi-Jurkić rješenjem mu daje odobrenje za školsku uporabu u osnovnim i srednjim školama Republike Hrvatske. Glede pravopisnih rješenja posebno se u tom pravopisu ističu novouvedene dvostrukosti kojih prije nije bilo u Londoncu (ni u Anić-Silićevu pravopisu): ne ću i neću, pogrješka i pogreška te zadatci i zadaci. Treće (iz 1995.) i četvrto (iz 1996.) izdanje toga pravopisa nije donijelo bilo kakve promjene, ali je peto izdanje iz 2000. bio svojevrstan zaokret u tim trima pravopisnim pitanjima. U tom izdanju autorski se trojac (zapravo dvojac jer je Božidar Finka umro godinu dana ranije) odlučio na dokidanje dvostrukosti te su tako kao jedina ispravna pravopisna rješenja ostali oblici ne ću, pogrješka i zadatci. Osim pravopisnih rješenja, mnogima je bilo sporno i to što je odobrenje ministrice Girardi-Jurkić za pravopis dvostrukih rješenja iz 1994. otisnuto i uz peto izdanje, u kojemu dvostrukosti više nije bilo.
Ubrzo je uslijedilo novo izdanje pravopisa Vladimira Anića i Josipa Silića, ovaj put kao Pravopis hrvatskoga jezika 2001. godine i pravopisni rat mogao je početi.  
Upravo je 2001. godine mjerodavno ministarstvo raspisalo natječaj za školski pravopis, ali je iz nepoznatih razloga propao pa je 2003. godine raspisan novi. Na nj je bio prijavljen samo Hrvatski školski pravopis Babića, Ham i Moguša u kojem su jedina rješenja bili ne ću, pogrješka i zadatci, pa ga ministar Vladimir Strugar nije htio propisati unatoč tome što ga je Stjepan Babić na to nagovarao. Novi ministar Dragan Primorac bio je odlučniji, pa je o pravopisu zatražio mišljenje povjerenstva koje je osnovao još bivši ministar Strugar, ali je zatražio mišljenje i nekih institucija i jezikoslovaca. Iako Katedra za suvremeni hrvatski jezik Filozofskoga fakulteta u Zagrebu i Institut za hrvatski jezik i jezikoslovlje nisu pravopisu dali prolaznu ocjenu, preporuku za uporabu u osnovnim školama ipak je dobio od imenovanoga povjerenstva koje su činili Marija Turk, Marija Znika, Bernardina Petrović, Vesna Muhoberac i Nevenka Miškulin. Osim njih s preporukom su se suglasili Dunja Brozović-Rončević (kao ravnateljica Instituta za hrvatski jezik i jezikoslovlje iako je Institut odbacio pravopis), August Kovačec (premda je kasnije izjavio kako je šokiran činjenicom da moje ime stoji u potpisu odobrenja pravopisa koji uopće nisam vidio!, Jutarnji list, 19. veljače 2005., str. 7.) i Stjepko Težak.
Hrvatski školski pravopis otisnut je 2005. godine te dobiva preporuku kojom se odobrava za školsku uporabu. Od 2008. slijedi prvo izdanje s dodatkom na koricama usklađen sa zaključcima Vijeća za normu hrvatskoga standardnog jezika, potom drugo i četvrto, 2009. i 2012. godine. Matica hrvatska objavila je 2007. godine svoj Hrvatski pravopis autora Lade Badurina, Ivana Markovića i Krešimira Mićanovića (2008., drugo izdanje), koji će nekim rješenjima biti bliži Anić-Silićevu pravopisu: neću, pogreška i zadaci. Izrada Matičina pravopisa pokrenuta je 2004. godine, a za autore su odabrana dvojica asistenata na Katedri za suvremeni hrvatski jezik Filozofskoga fakulteta u Zagrebu Ivan Marković i Krešimir Mićanović te Lada Badurina s Filozofskoga fakulteta u Rijeci. Rad na pravopisu nadziralo je Pravopisno povjerenstvo Matice hrvatske: Igor Zidić, Vlaho Bogišić, Stjepan Damjanović, Tonko Maroević, Mirko Peti (član Vijeća za normu hrvatskoga standardnog jezika), Ivo Pranjković, Marko Samardžija (do lipnja 2006.) i Zorislav Lukić. Pravopis je izazvao brojne polemike i prije nego se pojavio jer je Ivo Pranjković kao član pravopisnoga povjerenstva izjavio da će novi pravopis biti bliži Anić-Silićevim rješenjima. Nakon objave pravopisa u lipnju 2007. neke su kritike išle na račun pravopisnih rješenja koja nisu slijedila zaključke Vijeća za normu hrvatskoga standardnog jezika, pogotovo u svjetlu činjenice da je Matica hrvatska u Vijeću imala svojega člana Mirka Petija. Hrvatski pravopis Matice hrvatske tek je 2012. godine zatražio, a 28. veljače 2013. dobio odobrenje Agencije za odgoj i obrazovanje za uporabu u školama kao pomoćno nastavno sredstvo, ali se novim Privilnikom o postupku odobravanja i uporabi pomoćnih nastavnih sredstava iz studenoga 2013. pomoćnim nastavnim sredstvima ne smatraju časopisi, pravopisi, rječnici i gramatike, pa su svi pravopisi uz Matičin koji su imali to odobrenje (Hrvatski školski pravopis Babića, Ham i Moguša, Hrvatski pravopis Babića i Moguša) prestali biti pomoćnim nastavnim sredstvom.

## Vijeće za normu hrvatskoga standardnog jezika i pravopis
Vijeće za normu hrvatskoga standardnog jezika osnovano je 14. travnja 2005. godine. Ministar obrazovanja Dragan Primorac ni mjesec dana nakon potpisivanja preporuke za Hrvatski školski pravopis (16. veljače 2005.) odaslao je dopis u kojem je od brojnih hrvatskih jezikoslovnih i kulturnih ustanova tražio da imenuju svog predstavnika u Vijeće, kojemu je na čelo postavio akademika Radoslava Katičića, a čija je osnovna zadaća trebala biti izrada jedinstvene pravopisne norme, jer "hrvatska javnost, ali i struka traži da se koliko je god moguće otkloni pravopisna neujednačenost koja je do sada vladala u školama jer su raznoliki pravopisi zbunjivali i učenike i nastavnike." U pozivu za predlaganje članova Vijeća raznim ustanovama ministra Dragana Primorca od 10. ožujka 2005. stoji: „Ministarstvo znanosti, obrazovanja i športa potiče osnivanje Vijeća za normu hrvatskoga standardnog jezika koje treba izraditi jedinstvenu pravopisnu normu hrvatskoga jezika te rješavati jezične i pravopisne dvojbe koje se ponekad javljaju.“ Razlog osnivanja Vijeća dobrim dijelom leži i u činjenici što su medijske reakcije na preporučivanje Hrvatskoga školskog pravopisa bile uglavnom negativne jer su za škole kao jedina pravopisna rješenja preporučena ona iz 5. izdanja Babić-Finka-Moguševa Hrvatskoga pravopisa iz 2000.: ne ću, pogrješka i zadatci, što velik dio medija i kulturne javnosti nikad nije prihvatio (ili, kako je to napisao Stjepan Babić, "javilo se više mutikaša".  
Glede pravopisnih pitanja Vijeće se za normu očitovalo na sedam sjednica: 5. sjednici od 6. listopada 2005. (općenito o pravopisnoj normi), 6. sjednici od 2. studenoga 2005. (dentalni okluzivi ispred afrikata), 7. sjednici od 15. prosinca 2005. (ne ću ili neću), 8. sjednici od 26. siječnja 2006. (rastavljeno i sastavljeno pisanje), 9. sjednici od 16. ožujka 2006. (polusloženice), 10. sjednici od 20. travnja 2006. (pokriveno r) i na 14. sjednici od 19. listopada 2006. (pisanje stranih imena i od njih izvedenih pridjeva, intervokalno j). Pravila se iz zaključaka mogu sažeti u sljedećih nekoliko primjera: redci, zadatci, ne ću, video-zapis, pogrješka i pogreška, Njujorčanin, njujorški, G Puccinija.
Najglasnije je odjeknula odluka Vijeća za normu o rastavljenom pisanju niječnice glagola htjeti: ne ću, ne ćeš, ne će... Na 7. sjednici održanoj 15. prosinca 2005. povela se burna rasprava o tome pravopisnom pitanju nakon uvodnoga slova predsjednika Vijeća Radoslava Katičića, koji je u obranu takva načina pisanja pozvao i Ivana Broza, ali i Vuka Stefanovića Karadžića: Nije, uostalom, drukčije pisao ni Vuk Stefanović Karadžić utemeljujući srpski standardni jezik i srpski fonološki pravopis. Za rastavljeno pisanje ne ću u glasovanju su se izjasnili Radoslav Katičić, Dunja Brozović-Rončević, Ljiljana Kolenić, Tomislav Ladan, Mirko Peti, Marija Turk i Ivan Zoričić, protiv su bili Joško Božanić i Ivo Pranjković, a suzdržani Mislav Ježić i Mile Mamić. Pravu medijsku buru bio je izazvao tadašnji premijer Ivo Sanader svojom izjavom da će, protivno zaključku Vijeća za normu nastaviti neću pisati zajedno.
Radoslav Katičić, kao predsjednik Vijeća za normu hrvatskoga standardnog jezika, uputio je 19. listopada 2006. godine ministru Draganu Primorcu dopis (uz izvješće o dotadašnjem radu Vijeća i zaključke s pravopisnim pravilima) u kojem od njega traži raspisivanje natječaja za temeljne jezične priručnike, među kojima je i pravopis. Dunja Brozović-Rončević iznijela je Vijeću prijedlog Instituta za hrvatski jezik i jezikoslovlje, koji je predstavljala u Vijeću za normu hrvatskoga standardnoga jezika, o pisanju jedinstvenoga pravopisa kao neautorskoga djela jer je to jedini način da se konačno riješe prijepori i sredi pravopisna norma i praksa u Hrvatskoj, ali do toga nije došlo dobrim dijelom i zbog činjenice da na taj dopis iz Ministarstva nikad nije stigao odgovor.
Premda su Hrvatski školski pravopis Stjepana Babića, Sande Ham i Milana Moguša iz 2008. (i kasnija izdanja) i Hrvatski pravopis Babića i Moguša iz 2010. godine imali podnaslov usklađen sa zaključcima Vijeća za normu hrvatskoga standardnog jezika, usporedbom tekstova zaključaka Vijeća i tekstova tih pravopisa jasno se dade zaključiti kako su spomenuti pravopisni tekstovi samo djelomice usklađeni sa zaključcima Vijeća, a gdjekad su njima posve suprotstavljeni. Na tu je neusklađenost Vijeće upozoreno, ali je predsjednik Vijeća Radoslav Katičić rekao da je usklađivanje stvar autora, a ne Vijeća.
Vijeće za normu hrvatskoga standardnog jezika svojom je odlukom od 8. svibnja 2012. ukinuo ministar Željko Jovanović, što je Marko Samardžija bio lucidno najavio iste godine kad je Vijeće i osnovano (2005.) sarkastičnim komentarom: Sve dotle dok se hrvatska jezična politika ne bude vodila institucionalno (a za to je potrebno imati središnju nacionalnu stručnu ustanovu), nego u neformalnim krugovima ili preko ad hoc sazvanih povjerenstava, odbora ili komisija – u kakvima sam svojedobno i sam uspješno dangubio – koje jedan ministar imenuje, a sljedeći ignorira ili raspušta, bojim se da će sve u vezi s hrvatskim standardnim jezikom i njegovim pravopisom ostati “uređeno” onako kako jest, a možda, uz nešto sreće, bude i gore.

## Hrvatski pravopisInstituta za hrvatski jezik i jezikoslovlje
Prijedlog Instituta za hrvatski jezik i jezikoslovlje o neautorskome pravopisu čekat će još punih šest godina i bit će ostvaren tek nakon ukidanja Vijeća i imenovanja novoga ravnatelja Instituta.  
Unatoč činjenici da je Hrvatski školski pravopis imao preporuku Ministarstva znanosti, obrazovanja i športa RH, postojanje i uporaba drugih pravopisa (Anića i Silića iz 2001., Badurine, Markovića i Mićanovića iz 2007. i Babića i Moguša iz 2010.) u javnome prostoru, a posebno u odgojno-obrazovnome sustavu, dovelo je 2008., 2009. i 2010. do sve glasnijih zahtjeva profesora hrvatskoga jezika okupljenih oko Hrvatskoga pedagoško-književnog zbora i Društva profesora hrvatskoga jezika (peticiju su podržali Vesna Girardi-Jurkić, Ante Bežen, Nevio Šetić, Srećko Listeš, Vladimir Paar, Petar Selem i mnogi drugi) da resorno Ministarstvo ipak propiše jedan pravopisni priručnik. Kao rješenje pravopisnoga nereda suizdavač Anić-Silićeva pravopisa Slavko Goldstein predložio je u veljači 2012. godine novoimenovanom ministru Željku Jovanoviću propisivanje jedinstvenoga pravopisa, a prvi korak bio bi objavljivanje Osnovnoga pravopisnoga rječnika u koji bi ušle pravopisne dvostrukosti, te bi se naknadnim praćenjem utvrdilo koja je od njih češća u uporabi i ta bi pravopisna rješenja bila propisana najkasnije krajem 2014. godine za sve škole. 
Željko Jovanović je od samoga stupanja na dužnost ministra znanosti, obrazovanja i sporta bio najavljivao donošenje jedinstvenoga pravopisa te kako će on učiniti sve što je potrebno u cilju donošenja jedinstvenoga pravopisa. Ministar je u više navrata izjavljivao kako će podrobno proučiti zamisli Slavka Goldsteina te imenovati radnu skupinu od tri člana koja će biti zadužena za izradbu temeljnoga rječnika i odrediti priznate jezikoslovce koji bi bili recenzentima jedinstvenoga pravopisa. Nedugo nakon te najave ministar Željko Jovanović raspustio je 8. svibnja 2012. Vijeće za normu hrvatskoga standardnog jezika s obrazloženjem da Vijeće u svojih sedam godina djelovanja nije odradilo jednu od temeljnih zadaća zbog koje je i osnovano, a to je rješavanje pravopisnoga pitanja.
Unatoč već praktički postignutome dogovoru ministra Željka Jovanovića s posebnim savjetnikom premijera Zorana Milanovića za kulturu Slavkom Goldsteinom o načinu rješavanja pravopisnih problema u hrvatskome školstvu, novoizabrani ravnatelj Instituta za hrvatski jezik i jezikoslovlje Željko Jozić, vodeći se Strategijom Instituta, najavio je u nastupnom intervjuu  u Jutarnjem listu u lipnju 2012. godine da će Institut kao krovna znanstvena ustanova za proučavanje hrvatskoga jezika napisati jedinstveni hrvatski pravopis i riješiti hrvatski pravopisni problem, i to do najavljenog ulaska Hrvatske u Europsku uniju 1. srpnja 2013. Osnovne postavke koje je iznio bile su: pravopis će načiniti znanstvenici Instituta, radna inačica pravopisa stavit će se na internet na jednomjesečnu javnu raspravu, a nakon eventualnih preinaka nakon javne rasprave dat će se na recenziju stručnjacima te će naposljetku biti postavljen na internet potpuno besplatno kao javno dobro. Navedeni su i svi autori, ali uz napomenu da će konačnu inačicu pravopisa usuglasiti i dati pravorijek znanstvenici u Znanstvenome vijeću Instituta, a ako ikad bude tiskan kao knjiga, na njegovim koricama neće biti navedeni autori, što je bila jedna od ideja nekih hrvatskih intelektualaca.
Jednomjesečna javna rasprava o radnoj inačici (bez pravopisnoga rječnika) Hrvatskoga pravopisa Instituta za hrvatski jezik i jezikoslovlje otvorena je 15. travnja 2013. na adresi pravopis.hr (na istoj će se adresi 27. lipnja 2013. postaviti i konačna inačica), a istoga je dana objavljena i distribuirana u tiskanome obliku uz Večernji list u gotovo 100.000 primjeraka.
Već i prije objavljivanja radne inačice Hrvatskoga pravopisa za javnu raspravu, a nakon same najave pisanja jedinstvenoga pravopisa Instituta iz lipnja 2012. javili su se i prvi osporavatelji cijele ideje prognozirajući kakva će rješenja u pravopisu biti te strahujući da će to dovesti do još većega nereda u hrvatskoj pravopisnoj praksi. No, najžešći kritičari osim ruskoga kroatista A. R. Bagdasarova, koji je napisao velik broj izrazito negativnih kritika o samoj ideji, ali i o izvedbi i pravopisnim rješenjima koja se nalaze u Hrvatskome pravopisu IHJJ-a, bili su autori na portalu Hrvatskoga kulturnog vijeća: književnici Hrvoje Hitrec i Nenad Piskač, a stručni ocjenitelji Babić-Moguševa Hrvatskoga pravopisa iz 2010. Mario Grčević, Nataša Bašić te Sanda Ham, ujedno i suautorica sa Stjepanom Babićem i Milanom Mogušem Hrvatskoga školskoga pravopisa, također su se protivili samoj ideji pisanja pravopisa jer je, po njihovu mišljenju, sve s pravopisom bilo u najboljem redu. 
Tijekom javne rasprave mišljenje o nepotrebnosti pisanja jedinstvenoga pravopisa iznio je i Radoslav Katičić, bivši predsjednik Vijeća za normu hrvatskoga standardnog jezika, koji se oštro usprotivio pisanju pravopisa, a i cijeli Razred za filološke znanosti HAZU-a (kojega su članovi akademici Stjepan Babić i Milan Moguš) također je izdao negativno mišljenje o načinu na koji se želi riješiti, po njima, nepostojeći pravopisni problem. I Matica hrvatska, kao izdavač Hrvatskoga pravopisa Lade Badurina, Ivana Markovića i Krešimira Mićanovića, reagirala je izjavom u javnosti protiv Hrvatskoga pravopisa IHJJ-a. Urednici i autori Hrvatskoga pravopisa Instituta odbacili su kritike Razreda za filološke znanosti HAZU-a i prigovore Matice hrvatske.
U javnu raspravu uključilo se više od 400 jezikoslovaca i stručnjaka raznih struka te ostalih zainteresiranih govornika hrvatskoga jezika, a nakon što je Uredništvo neke primjedbe potpuno, a neke djelomično prihvatilo, konačna inačica usvojena je na sjednici Znanstvenoga vijeća Instituta 4. lipnja 2013. godine.
Hrvatski pravopis Instituta za hrvatski jezik i jezikoslovlje prvi je pravopis hrvatskoga jezika nastao kao rezultat rada jezikoslovaca i govornika hrvatskoga jezika. Kao najveća prednost ističe se njegova mrežna dostupnost, a najveća mu je novost da je sporna dvostruka rješenja (neću − ne ću, strelica − strjelica, podaci − podatci) iz Hrvatskoga pravopisa Babića, Finke i Moguša iz 1994. ostavio, ali su uvedene dvije kategorije: preporučene i dopuštene inačice. Tako je neću postao preporučena, a ne ću dopuštena inačica, strelica je preporučena, a strjelica dopuštena, podatci su preporučeni, a podaci dopušteni. To je uvedeno i zbog toga da se pomire dvije različite pravopisne kodifikacije (Babić-Finka-(Ham)-Moguševa i Anić-Silićeva), kojima su simboli upravo ta tri pravopisna pitanja, a koja su (od 2000.) bila praktički najveća razlika među dvjema, odnosno trima (Matičin pravopis ne odstupa u tim pitanjima od Anić-Silićeva smjera) pravopisnim strujama.
Hrvatski pravopis Instituta za hrvatski jezik i jezikoslovlje donio je još dvije važne novosti: prvi put je u nekom priručniku uvršteno rukopisno pismo kao rezultat rada znanstvenoga projekta (suradnja Učiteljskoga fakulteta i Akademije likovnih umjetnosti), a osim što je u tekst pravopisa uvršteno i brajično pismo te znakovno pismo za gluhe i nagluhe, cijeli je sadržaj na mrežnoj stranici pravopis.hr prilagođen slijepim osobama, za što je toj stranici dodijeljena potvrda Hrvatske udruge za promicanje i razvoj tiflotehnike (HUPRT).
Konačna inačica proslijeđena je stručnim ocjeniteljima: Anti Beženu s Učiteljskoga fakulteta u Zagrebu (jednome od pokretača peticije za donošenje jedinstvenoga pravopisa), Ivanu Zoričiću s Filozofskoga fakulteta u Puli (bivšemu članu Vijeća za normu hrvatskoga standardnog jezika), Marku Aleriću s Filozofskoga fakulteta u Zagrebu te Marijani Horvat i Ankici Čilaš Šimpraga iz Instituta za hrvatski jezik i jezikoslovlje. Sve su recenzije postale javne na dan kad je Hrvatski pravopis Instituta za hrvatski jezik i jezikoslovlje postao javno dobro na adresi pravopis.hr 27. lipnja 2013. godine. Hrvatski pravopis tiskan je uz financijsku potporu Ministarstva znanosti, obrazovanja i sporta, a tiskana inačica predstavljena je u Muzeju Mimara 16. prosinca 2013. godine.
Na temelju činjenice da je Institut za hrvatski jezik i jezikoslovlje znanstvena ustanova kojoj je temeljna djelatnost proučavanje hrvatskoga jezika te objavljivanje znanstvenih i stručnih djela iz područja hrvatskoga jezika te na temelju pet stručnih ocjena jezikoslovnih stručnjaka, među kojima su i neki od najvećih autoriteta na području metodike nastave hrvatskoga jezika, Ministarstvo znanosti, obrazovanja i sporta 31. srpnja 2013. godine preporučilo je Hrvatski pravopis Instituta za hrvatski jezik i jezikoslovlje za uporabu u osnovnim i srednjim školama Republike Hrvatske. Tom je preporukom ukinuta dotadašnja preporuka Hrvatskom školskom pravopisu Stjepana Babića, Sande Ham i Milana Moguša. 
Autorski tim Hrvatskoga pravopisa čine: Željko Jozić, glavni urednik; urednici: Goranka Blagus Bartolec, Lana Hudeček, Kristian Lewis, Milica Mihaljević i Ermina Ramadanović, te ostali autori Matea Birtić, Jurica Budja, Barbara Kovačević, Ivana Matas Ivanković, Alen Milković, Irena Miloš, Tomislav Stojanov i Kristina Štrkalj Despot.
Autori Hrvatskoga pravopisa Instituta za hrvatski jezik i jezikoslovlje dobitnici su Nagrade Ivan Filipović za 2013. godinu.